# I due Foscari
I due Foscari és una òpera en tres actes composta per Giuseppe Verdi sobre un llibret de Francesco Maria Piave, basat en la novel·la The Two Foscari de Lord Byron. Va ser estrenada al Teatro Argentina de Roma el 3 de novembre 1844 i fou la segona òpera estrenada al Liceu, l'any 1847.
Aquesta és la sisena òpera que va compondre Verdi, la seva segona col·laboració amb el llibretista Piave. L'òpera va ser estrenada al Teatro Argentina de Roma el 3 de novembre 1844. A Catalunya va arribar el 8 de juliol de 1845 al Teatre Principal.

## Enregistraments (selecció)
| Any  | Elenc (Francesco Foscari, Jacopo Foscari, Lucrezia Contarini, Jacopo Loredano) | Director             |
| ---- | ------------------------------------------------------------------------------ | -------------------- |
| 1951 | Giangiacomo Guelfi, Carlo Bergonzi, Maria Vitale, Pasquale Lombardi            | Carlo Maria Giulini  |
| 1957 | Giangiacomo Guelfi, Mirto Picchi, Leyla Gencer, Alessandro Maddalena           | Tullio Serafin       |
| 1976 | Piero Cappuccilli, José Carreras, Katia Ricciarelli, Samuel Ramey              | Lamberto Gardelli    |
| 1988 | Renato Bruson, Alberto Cupido, Linda Roark-Strummer, Luigi Roni                | Gianandrea Gavazzeni |